# Walter F. Cammerer
Walter Friedrich Cammerer (* 26. März 1920 in München; † 27. September 2013 in Tutzing) war ein deutscher Physiker.

## Werdegang
Cammerer legte 1938 an der Oberschule in Landshut das Abitur ab. Er leistete Wehrdienst und Kriegsdienst und erlebte das Ende des Zweiten Weltkriegs in Gefangenschaft. Nach Heimkehr nahm er 1946 an der Technischen Hochschule München ein Studium der Technischen Physik auf. 1950 legte er die Diplom-Hauptprüfung ab, 1962 promovierte er mit einer Arbeit über Die kapillare Flüssigkeitsbewegung in porösen Körpern.
Von 1950 bis 1958 war er wissenschaftlicher Mitarbeiter am Forschungsheim für Wärmeschutz in Gräfelfing und von 1959 bis 1985 wissenschaftlicher Leiter des Instituts, wo sein Onkel Joseph Sebastian Cammerer als Assistent seit Bestehen des Institutes bereits tätig war.
Wissenschaftlicher Schwerpunkt seiner Arbeit war die Erforschung der thermischen, hygrischen und mechanischen Eigenschaften von Schaumkunststoffen. Er war Mitglied mehrerer nationaler und internationaler Gremien zum Wärme- und Kälteschutz im Bauwesen.

## Schriften (Auswahl)
Wärme- und Kälteschutz: im Bauwesen und in der Industrie. Springer, Berlin / Heidelberg / New York 1995

## Ehrungen
- 1985: Verdienstkreuz 1. Klasse der Bundesrepublik Deutschland
- 1978: Ehrenmedaille des Fachverbands Schaumkunststoffe und Polyurethane (FSK)